# Franck David
Franck Olivier Christian François David (Parijs, 21 maart 1970) is een Frans zeiler.
David werd in 1992 olympisch kampioen bij het windsurfen in het Spaanse Barcelona. In hetzelfde jaar werd hij wereldkampioen.

## Resultaten

### Wereldkampioenschappen
| Jaar | Plaats    | Resultaten |
| ---- | --------- | ---------- |
| 1991 | Singapore | Lechner    |
| 1992 | Cádiz     | Lechner    |

### Olympische Zomerspelen
| Jaar | Plaats    | Resultaten |
| ---- | --------- | ---------- |
| 1992 | Barcelona | Lechner    |

1984: Stephan van den Berg ·
1988: Bruce Kendall ·
1992: Franck David ·
1996: Nikolaos Kaklamanakis ·
2000: Christoph Sieber ·
2004: Gal Fridman ·
2008: Tom Ashley ·
2012: Dorian van Rijsselberghe ·
2016: Dorian van Rijsselberghe ·
2020: Kiran Badloe ·
2024: Tom Reuveny